# Europrop TP400
Europrop TP400 je turbovrtulový motor vyvinutý konsorciem Europrop International pro vojenský transportní letoun Airbus A400M. Úplný název výrobní verze je TP400-D6. Motor poskytuje výkon 11 000 koní (8 203 kW), což z něj činí jeden z nejsilnějších motorů svého druhu.
Pro maximalizaci celkového poměru stlačení byla zvolena tříhřídelová konfigurace, dvouhřídelový generátor plynů a volná turbína.

## Specifikace (TP400-D6)

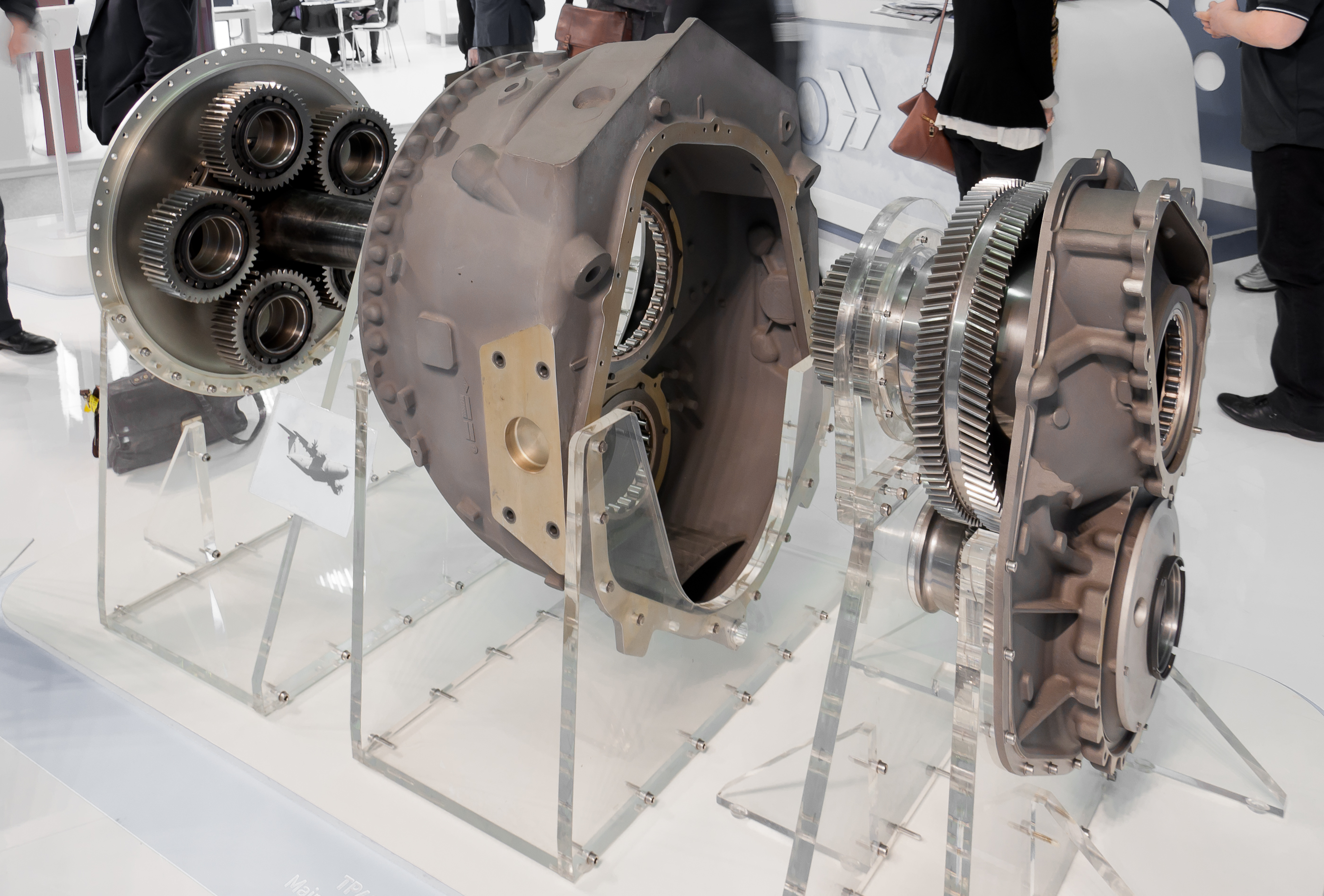
Reduktor motoru TP400 na pařížském aerosalonu v roce 2013

Zdroj: Rolls-Royce

### Technické údaje
- Typ: tříhřídelový turbovrtulový motor
- Délka: 3,5 m
- Průměr: 0,92 m
- Průměr vrtule: 5,30 m
- Hmotnost suchého motoru: 1 890 kg

### Součásti
- Kompresor: pětistupňový středotlaký kompresor bez variabilního statoru, šestistupňový vysokotlaký kompresor s dvěma variabilními řadami
- Spalovací komora: prstencová
- Turbína: jednostupňová středotlaká a vyskotlaká, třístupňová výkonová turbína

### Výkony
- Maximální výkon: 11 000 hp (8 202,7 kW)
- Celkový poměr stlačení: 25
- Průtok/hltnost vzduchu: 26,3 kg/s
- Teplota plynů před turbínou:  1 200 °C
- Měrná spotřeba paliva: 10,7 g/kN/s
- Poměr výkon/hmotnost: 4,41 kW/kg